# Liste des plus gros succès du box-office mondial

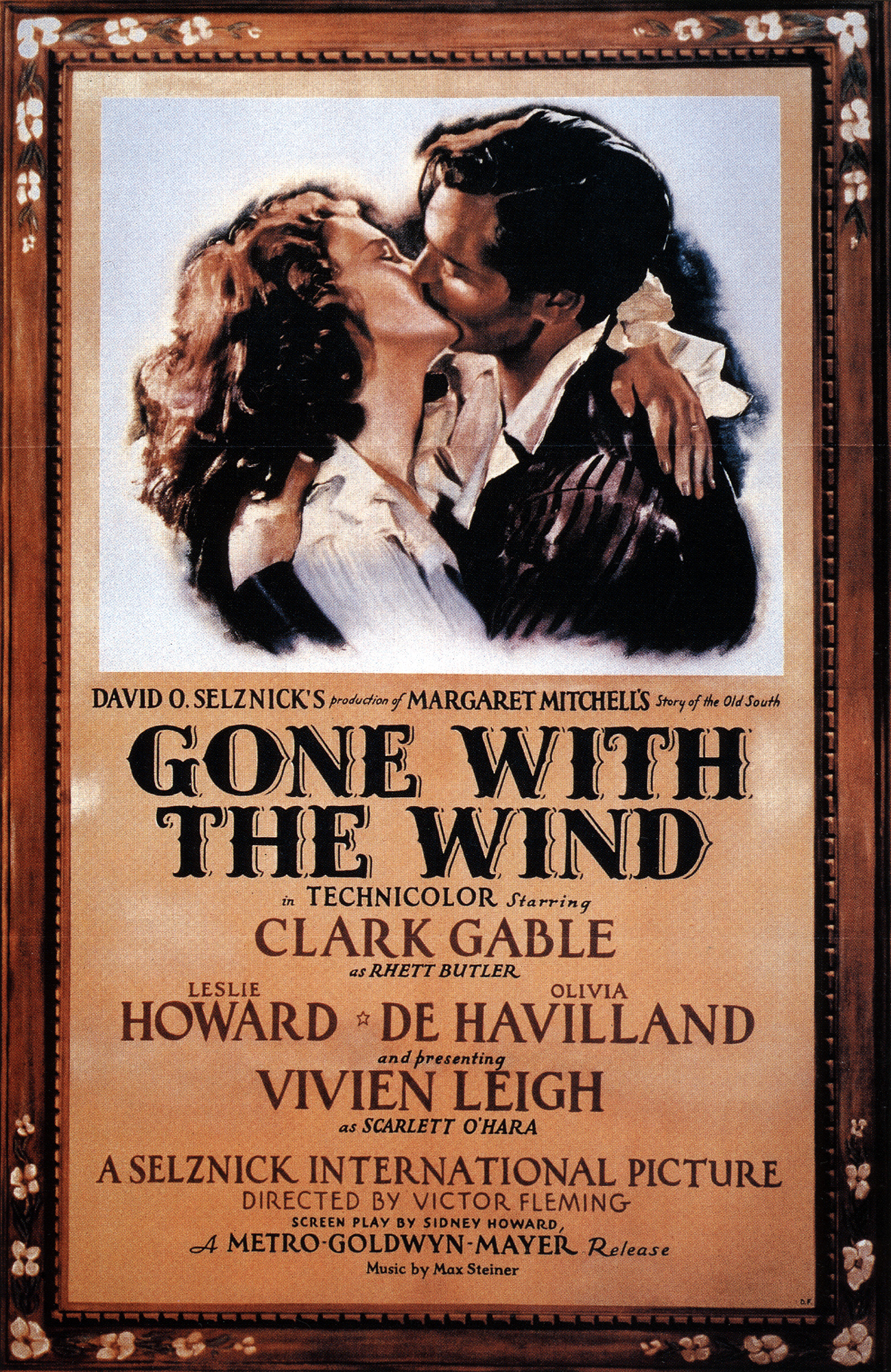
Autant en emporte le vent est considéré comme étant le plus gros succès du box-office mondial en prenant en compte l'inflation.

La liste des plus gros succès du box-office mondial répertorie les films ayant engrangé le plus de recettes au niveau mondial.

## Plus gros succès du box-office

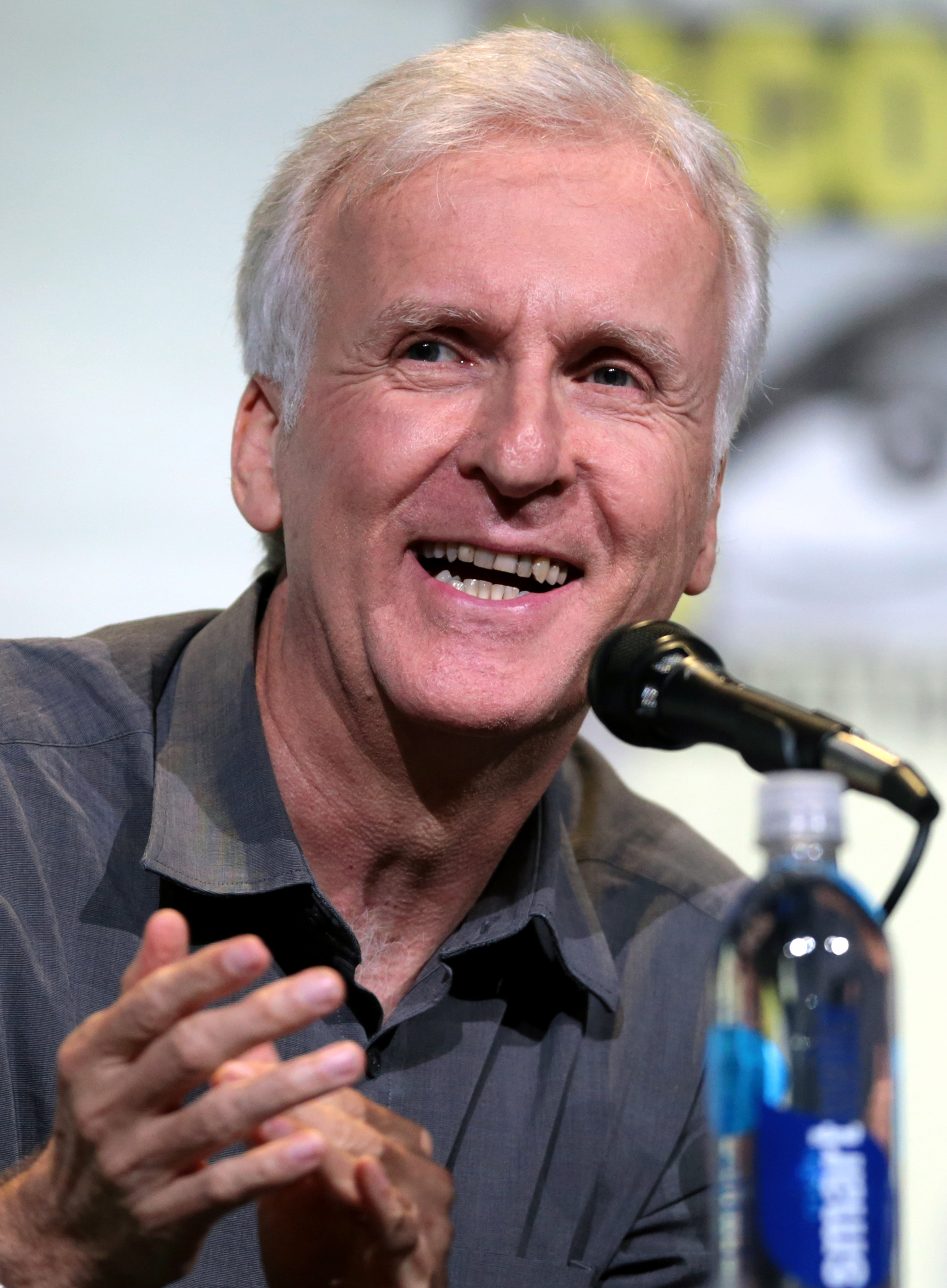
James Cameron, réalisateur d’Avatar, Avatar : La Voie de l'eau et Titanic.

Avatar est le plus gros succès du box-office mondial avec plus de 2,9 milliards $ de recette. Toutefois, cette affirmation se réfère uniquement aux recettes du film en salles et ne tient pas compte des ventes de VHS, DVD et Blu-ray. Une fois ces ventes prises en compte, le film ayant le plus de succès n'est pas encore défini. Titanic a rapporté plus de 1,2 milliard $ grâce à la vente de VHS et DVD, cela s'ajoute aux 2,2 milliards $ de recettes du film en salles. Toutes les données des ventes du films Avatar ne sont pas disponibles, la vente de seize millions de DVD et Blu-ray en Amérique du Nord a rapporté 345 millions $, dans le reste du monde, trente millions de ventes ont été comptabilisées,. À la suite de la prise en compte de ces ventes, ces deux films ont rapporté chacun plus de 3 milliards $. Les droits de rediffusion à la télévision sont une autre source de revenus qui vient s'ajouter aux recettes du film. Deux diffusions à la télévision d'un même film représentent environ 20-25 % de ses recettes en salles. À cela, il faut ajouter le système de télévision à la carte. Les droits de rediffusion de Titanic sur NBC et HBO ont rapporté 55 millions $.
Il peut arriver qu'un film soit tellement lucratif, que ses revenus annexes rapportent plus que l'exploitation en salles. Le Roi lion (1994) a rapporté près d'un milliard de dollars au box-office, mais c'est peu comparé aux six milliards de dollars qu'a rapportés la comédie musicale adaptée du film. Le merchandising est également une excellente source de revenu : Le Roi lion (1994) a ainsi rapporté plus de trois milliards de dollars, tandis que Cars a généré plus de huit milliards de dollars à la suite de la vente de produits dérivés durant les cinq années qui ont suivi la sortie du film en 2006,. Un autre important succès des studios Pixar est Toy Story 3, dont les dix milliards de dollars de vente de produits dérivés sont venus s'ajouter au milliard de dollars de recette du film.
Dans ce tableau, les films sont classés par rapport aux recettes qu'ils ont rapporté lors de leur projection en salles et leurs éventuelles reprises. En tout, cinquante-huit films ont généré plus d'un milliard de dollars, et six ont dépassé les deux milliards de dollars.
La couleur  indique les films en cours de diffusion dans les salles.
| Rang | Meilleur rang | Titre                                              | Réalisateur                           | Année | Pays de production          | Recettes        |
| ---- | ------------- | -------------------------------------------------- | ------------------------------------- | ----- | --------------------------- | --------------- |
| 1    | 1             | Avatar                                             | James Cameron                         | 2009  | États-Unis                  | 2 923 706 026 $ |
| 2    | 1             | Avengers: Endgame                                  | Anthony et Joe Russo                  | 2019  | États-Unis                  | 2 799 439 100 $ |
| 3    | 3             | Avatar : La Voie de l'eau                          | James Cameron                         | 2022  | États-Unis                  | 2 320 250 281 $ |
| 4    | 1             | Titanic                                            | James Cameron                         | 1997  | États-Unis                  | 2 264 812 968 $ |
| 5    | 5             | Ne Zha 2                                           | Jiaozi (en)                           | 2025  | Chine                       | 2 150 000 000 $ |
| 6    | 3             | Star Wars, épisode VII : Le Réveil de la Force     | J. J. Abrams                          | 2015  | États-Unis                  | 2 071 310 218 $ |
| 7    | 4             | Avengers: Infinity War                             | Anthony et Joe Russo                  | 2018  | États-Unis                  | 2 052 415 039 $ |
| 8    | 6             | Spider-Man: No Way Home                            | Jon Watts                             | 2021  | États-Unis                  | 1 921 407 902 $ |
| 9    | 8             | Vice-versa 2                                       | Kelsey Mann (en)                      | 2024  | États-Unis                  | 1 698 863 816 $ |
| 10   | 3             | Jurassic World                                     | Colin Trevorrow                       | 2015  | États-Unis                  | 1 671 537 444 $ |
| 11   | 7             | Le Roi lion                                        | Jon Favreau                           | 2019  | États-Unis                  | 1 662 020 819 $ |
| 12   | 3             | Avengers                                           | Joss Whedon                           | 2012  | États-Unis                  | 1 520 538 536 $ |
| 13   | 4             | Fast and Furious 7                                 | James Wan                             | 2015  | États-Unis                  | 1 515 341 399 $ |
| 14   | 11            | Top Gun: Maverick                                  | Joseph Kosinski                       | 2022  | États-Unis                  | 1 495 696 292 $ |
| 15   | 10            | La Reine des neiges 2                              | Chris Buck Jennifer Lee               | 2019  | États-Unis                  | 1 453 683 476 $ |
| 16   | 14            | Barbie                                             | Greta Gerwig                          | 2023  | États-Unis Royaume-Uni      | 1 447 038 421 $ |
| 17   | 5             | Avengers : L'Ère d'Ultron                          | Joss Whedon                           | 2015  | États-Unis                  | 1 405 018 048 $ |
| 18   | 15            | Super Mario Bros. le film                          | Aaron Horvath Michael Jelenic (en)    | 2023  | États-Unis Japon            | 1 360 847 665 $ |
| 19   | 9             | Black Panther                                      | Ryan Coogler                          | 2018  | États-Unis                  | 1 349 926 083 $ |
| 20   | 3             | Harry Potter et les Reliques de la Mort : Partie 2 | David Yates                           | 2011  | États-Unis Royaume-Uni      | 1 342 499 744 $ |
| 21   | 20            | Deadpool et Wolverine                              | Shawn Levy                            | 2024  | États-Unis                  | 1 338 073 645 $ |
| 22   | 9             | Star Wars, épisode VIII : Les Derniers Jedi        | Rian Johnson                          | 2017  | États-Unis                  | 1 334 407 706 $ |
| 23   | 12            | Jurassic World: Fallen Kingdom                     | J.A. Bayona                           | 2018  | États-Unis                  | 1 310 469 037 $ |
| 24   | 5             | La Reine des neiges                                | Chris Buck Jennifer Lee               | 2013  | États-Unis                  | 1 306 450 154 $ |
| 25   | 10            | La Belle et la Bête                                | Bill Condon                           | 2017  | États-Unis                  | 1 266 115 964 $ |
| 26   | 15            | Les Indestructibles 2                              | Brad Bird                             | 2018  | États-Unis                  | 1 243 225 667 $ |
| 27   | 11            | Fast and Furious 8                                 | F. Gary Gray                          | 2017  | États-Unis                  | 1 236 009 236 $ |
| 28   | 5             | Iron Man 3                                         | Shane Black                           | 2013  | États-Unis                  | 1 215 577 205 $ |
| 29   | 10            | Les Minions                                        | Kyle Balda Pierre Coffin              | 2015  | États-Unis France           | 1 159 444 662 $ |
| 30   | 12            | Captain America: Civil War                         | Anthony et Joe Russo                  | 2016  | États-Unis                  | 1 155 046 416 $ |
| 31   | 20            | Aquaman                                            | James Wan                             | 2018  | États-Unis                  | 1 152 028 393 $ |
| 32   | 2             | Le Seigneur des anneaux : Le Retour du roi         | Peter Jackson                         | 2003  | États-Unis Nouvelle-Zélande | 1 138 186 883 $ |
| 33   | 24            | Spider-Man: Far From Home                          | Jon Watts                             | 2019  | États-Unis                  | 1 132 705 055 $ |
| 34   | 23            | Captain Marvel                                     | Anna Boden Ryan Fleck                 | 2019  | États-Unis                  | 1 131 416 446 $ |
| 35   | 5             | Transformers 3 : La Face cachée de la Lune         | Michael Bay                           | 2011  | États-Unis                  | 1 123 794 079 $ |
| 36   | 7             | The Dark Knight Rises                              | Christopher Nolan                     | 2012  | États-Unis Royaume-Uni      | 1 114 956 628 $ |
| 37   | 7             | Skyfall                                            | Sam Mendes                            | 2012  | États-Unis Royaume-Uni      | 1 108 561 013 $ |
| 38   | 10            | Transformers : L'Âge de l'extinction               | Michael Bay                           | 2014  | États-Unis                  | 1 105 261 713 $ |
| 39   | 1             | Jurassic Park                                      | Steven Spielberg                      | 1993  | États-Unis                  | 1 104 379 926 $ |
| 40   | 31            | Joker                                              | Todd Phillips                         | 2019  | États-Unis                  | 1 078 958 629 $ |
| 41   | 32            | Star Wars, épisode IX : L'Ascension de Skywalker   | J. J. Abrams                          | 2019  | États-Unis                  | 1 077 022 372 $ |
| 42   | 30            | Toy Story 4                                        | Josh Cooley                           | 2019  | États-Unis                  | 1 073 841 394 $ |
| 43   | 4             | Toy Story 3                                        | Lee Unkrich                           | 2010  | États-Unis                  | 1 067 316 101 $ |
| 44   | 3             | Pirates des Caraïbes : Le Secret du coffre maudit  | Gore Verbinski                        | 2006  | États-Unis                  | 1 066 179 747 $ |
| 45   | 45            | Vaiana 2                                           | David Derrick Jr. (en)                | 2024  | États-Unis                  | 1 059 242 164 $ |
| 46   | 20            | Rogue One: A Star Wars Story                       | Gareth Edwards                        | 2016  | États-Unis                  | 1 058 684 742 $ |
| 47   | 34            | Aladdin                                            | Guy Ritchie                           | 2019  | États-Unis                  | 1 054 304 000 $ |
| 48   | 6             | Pirates des Caraïbes : La Fontaine de Jouvence     | Rob Marshall                          | 2011  | États-Unis                  | 1 046 721 266 $ |
| 49   | 2             | Star Wars, épisode I : La Menace fantôme           | George Lucas                          | 1999  | États-Unis                  | 1 046 515 409 $ |
| 50   | 24            | Moi, moche et méchant 3                            | Kyle Balda Pierre Coffin Éric Guillon | 2017  | États-Unis                  | 1 034 800 131 $ |

## Plus gros succès du box-office avec l'inflation

Variations du taux d'inflation en fonction des pays en 2024.

À cause des effets de l'inflation, le prix du billet de cinéma ne cesse d'augmenter, la liste sans prise en compte de l'inflation favorise donc les films les plus récents. Cette liste, bien que très utilisée dans la presse, n'a plus de sens lorsqu'on compare deux films de deux époques séparées dans le temps. En effet, de nombreux films « anciens » ne figureront jamais sur une liste moderne sans prise en compte de l'inflation, bien qu'ils aient obtenu un plus gros succès commercial une fois le prix du billet de cinéma ajusté par rapport à l'inflation. Pour compenser la dévaluation de la monnaie, certains classements apportent des ajustements par rapport à l'inflation, mais cela ne résout pas correctement le problème car le prix d'un billet et l'inflation ne sont pas toujours équivalents. Par exemple, en 1970 un billet coûtait 1,55 $, soit environ 6,68 $ de 2004 après ajustement par rapport à l'inflation ; en 1980 le prix du billet avait augmenté et atteint 2,69 $, soit une diminution jusqu'à 5,50 $ de 2004. De plus, le taux d'inflation n'étant pas le même partout dans le monde, cela complique davantage l'ajustement des recettes au niveau mondial.
Une autre difficulté est lorsque le film sort dans plusieurs formats qui sont chacun facturés dans le prix du billet. Le principal exemple de ce phénomène est Avatar qui est à la fois sortie en 3D et en IMAX : le coût de la 3D représente les deux tiers du prix du billet qui coûte environ 10 $, l'IMAX représente un sixième du prix qui est de 14,50 $, en comparaison en 2010 le prix moyen d'un billet de cinéma est de 7,61 $ pour un film en 2D. Des facteurs sociaux et économiques tels que l'évolution démographique et la croissance des marchés internationaux ont également un impact sur le nombre de personnes achetant des billets de cinéma,,,. Parallèlement aux données démographiques sur le public, certains films vendent une proportion beaucoup plus élevée de billets à tarif réduit pour les enfants, ou obtiennent de meilleurs résultats dans les grandes villes où les billets sont plus chers.
Le système de mesure utilisé pour évaluer le succès d’un film repose sur ses recettes brutes non ajustées par rapport à l'inflation, principalement parce que l’industrie cinématographique a toujours fait ainsi : les recettes des guichets sont compilées par les cinémas et transmises au distributeur qui à son tour les relaye aux médias. La conversion en un système plus représentatif qui compte les ventes de billets plutôt que les recettes brutes pose également de nombreux problèmes, car les seules données disponibles pour les films plus anciens sont les totaux des ventes. L'industrie cinématographique étant fortement axée sur le marketing des films actuellement au cinéma, des chiffres non ajustés sont toujours utilisés dans les campagnes marketing afin que les nouveaux blockbusters puissent rapidement se trouver en haut du classement, et soient ainsi promus « meilleurs films de tous les temps »,. Il y a donc peu de motivation pour passer à une analyse plus robuste d'un point de vue marketing ou même d'actualité.
Malgré les difficultés inhérentes au calcul de l’inflation, différentes méthodes et tentatives ont été réalisées. Les estimations dépendent de l'indice de prix utilisé pour ajuster les recettes, et des taux de change utilisés pour convertir les devises qui peuvent également avoir une incidence sur les calculs, tout cela peut avoir un impact sur le classement final d'une liste ajustée par rapport à l'inflation. Autant en emporte le vent, qui est sorti pour la première fois en 1939, est généralement considéré comme étant le film ayant eu le plus de succès. L'édition 2014 du Livre Guinness des records estime après ajustement par rapport à l'inflation que ses recettes sont de 3,4 milliards $. Les estimations des recettes d'Autant en emporte le vent après ajustement peuvent varier : son propriétaire, Turner Entertainment, estime en 2007 que les recettes de son film sont de 3,3 milliards $ après ajustement ; d’autres estimations se situent de part et d’autre de ce montant, en 2010 l'une d'elles estime ses recettes à 3 milliards $, quand une autre en 2006 les estime à 3,8 milliards $. Selon le Livre Guinness, Avatar se tiendrait à la deuxième place avec près de 3 milliards $ et Titanic occuperait la troisième place avec 2,5 milliards $.
La couleur  indique les films en cours de diffusion dans les salles.
| Rang | Titre                                          | Recettes (USD 2024) | Année |
| ---- | ---------------------------------------------- | ------------------- | ----- |
| 1    | Autant en emporte le vent                      | 4 450 000 000 $     | 1939  |
| 2    | Avatar                                         | 4 060 000 000 $     | 2009  |
| 3    | Titanic                                        | 3 768 000 000 $     | 1997  |
| 4    | Star Wars, épisode IV : Un nouvel espoir       | 3 652 000 000 $     | 1977  |
| 5    | Avengers: Endgame                              | 3 357 000 000 $     | 2019  |
| 6    | La Mélodie du bonheur                          | 3 059 000 000 $     | 1965  |
| 7    | E.T., l'extra-terrestre                        | 2 990 000 000 $     | 1982  |
| 8    | Les Dix Commandements                          | 2 827 000 000 $     | 1956  |
| 9    | Le Docteur Jivago                              | 2 680 000 000 $     | 1965  |
| 10   | Star Wars, épisode VII : Le Réveil de la Force | 2 642 000 000 $     | 2015  |

## Plus gros succès du box-office par année
La couleur  indique les films en cours de diffusion dans les salles.
| Année | Titre                                                          | Recettes        | Pays de production            |
| ----- | -------------------------------------------------------------- | --------------- | ----------------------------- |
| 1975  | Les Dents de la mer                                            | 477 916 625 $   | États-Unis                    |
| 1976  | Rocky                                                          | 225 235 147 $   | États-Unis                    |
| 1977  | Star Wars, épisode IV: Un nouvel espoir                        | 775 398 507 $   | États-Unis                    |
| 1978  | Grease                                                         | 396 271 103 $   | États-Unis                    |
| 1979  | Moonraker                                                      | 210 308 099 $   | France / Royaume-Uni          |
| 1980  | Star Wars, épisode V: L'Empire contre-attaque                  | 550 016 086 $   | États-Unis                    |
| 1981  | Les Aventuriers de l'arche perdue                              | 389 925 971 $   | États-Unis                    |
| 1982  | E.T., l'extra-terrestre                                        | 797 307 407 $   | États-Unis                    |
| 1983  | Star Wars, épisode VI: Le Retour du Jedi                       | 482 466 382 $   | États-Unis                    |
| 1984  | Indiana Jones et le Temple maudit                              | 333 107 271 $   | États-Unis                    |
| 1985  | Retour vers le futur                                           | 385 053 307 $   | États-Unis                    |
| 1986  | Top Gun                                                        | 357 288 178 $   | États-Unis                    |
| 1987  | Liaison fatale                                                 | 320 145 693 $   | États-Unis                    |
| 1988  | Rain Man                                                       | 354 825 435 $   | États-Unis                    |
| 1989  | Indiana Jones et la Dernière Croisade                          | 474 171 806 $   | États-Unis                    |
| 1990  | Ghost                                                          | 505 703 557 $   | États-Unis                    |
| 1991  | Terminator 2: Le Jugement dernier                              | 517 778 573 $   | États-Unis                    |
| 1992  | Aladdin                                                        | 504 050 219 $   | États-Unis                    |
| 1993  | Jurassic Park                                                  | 1 104 336 228 $ | États-Unis                    |
| 1994  | Le Roi lion                                                    | 978 922 484 $   | États-Unis                    |
| 1995  | Toy Story                                                      | 394 436 586 $   | États-Unis                    |
| 1996  | Independence Day                                               | 817 400 891 $   | États-Unis                    |
| 1997  | Titanic                                                        | 2 264 805 579 $ | États-Unis                    |
| 1998  | Armageddon                                                     | 553 709 788 $   | États-Unis                    |
| 1999  | Star Wars, épisode I: La Menace fantôme                        | 1 046 514 654 $ | États-Unis                    |
| 2000  | Mission impossible 2                                           | 546 388 108 $   | États-Unis                    |
| 2001  | Harry Potter à l'école des sorciers                            | 1 028 295 803 $ | États-Unis / Royaume-Uni      |
| 2002  | Le Seigneur des anneaux: Les Deux Tours                        | 887 840 411 $   | États-Unis / Nouvelle-Zélande |
| 2003  | Le Seigneur des anneaux: Le Retour du roi                      | 1 138 186 883 $ | États-Unis / Nouvelle-Zélande |
| 2004  | Shrek 2                                                        | 932 514 589 $   | États-Unis                    |
| 2005  | Star Wars, épisode III : La Revanche des Sith                  | 905 595 947 $   | États-Unis                    |
| 2006  | Pirates des Caraïbes: Le Secret du coffre maudit               | 1 066 179 747 $ | États-Unis                    |
| 2007  | Pirates des Caraïbes: Jusqu'au bout du monde                   | 961 691 209 $   | États-Unis                    |
| 2008  | The Dark Knight: Le Chevalier noir                             | 1 009 003 895 $ | États-Unis / Royaume-Uni      |
| 2009  | Avatar                                                         | 2 923 706 026 $ | États-Unis                    |
| 2010  | Toy Story 3                                                    | 1 067 316 101 $ | États-Unis                    |
| 2011  | Harry Potter et les Reliques de la Mort: Deuxième partie       | 1 342 385 285 $ | États-Unis / Royaume-Uni      |
| 2012  | Avengers                                                       | 1 520 538 536 $ | États-Unis                    |
| 2013  | La Reine des neiges                                            | 1 286 319 131 $ | États-Unis                    |
| 2014  | Transformers: L'Âge de l'extinction                            | 1 105 261 713 $ | États-Unis                    |
| 2015  | Star Wars, épisode VII: Le Réveil de la Force                  | 2 071 310 218 $ | États-Unis                    |
| 2016  | Captain America: Civil War                                     | 1 155 046 416 $ | États-Unis                    |
| 2017  | Star Wars, épisode VIII: Les Derniers Jedi                     | 1 334 407 706 $ | États-Unis                    |
| 2018  | Avengers: Infinity War                                         | 2 052 415 039 $ | États-Unis                    |
| 2019  | Avengers: Endgame                                              | 2 799 439 100 $ | États-Unis                    |
| 2020  | Demon Slayer: Kimetsu no Yaiba, le film : Le Train de l'Infini | 485 541 995 $   | Japon                         |
| 2021  | Spider-Man: No Way Home                                        | 1 921 407 902 $ | États-Unis                    |
| 2022  | Avatar : La Voie de l'eau                                      | 2 320 250 281 $ | États-Unis                    |
| 2023  | Barbie                                                         | 1 447 038 421 $ | États-Unis / Royaume-Uni      |
| 2024  | Vice-versa 2                                                   | 1 698 863 816 $ | États-Unis                    |
| 2025  | Ne Zha 2                                                       | 1 899 639 136 $ | Chine                         |

## Chronologie des plus gros succès du box-office

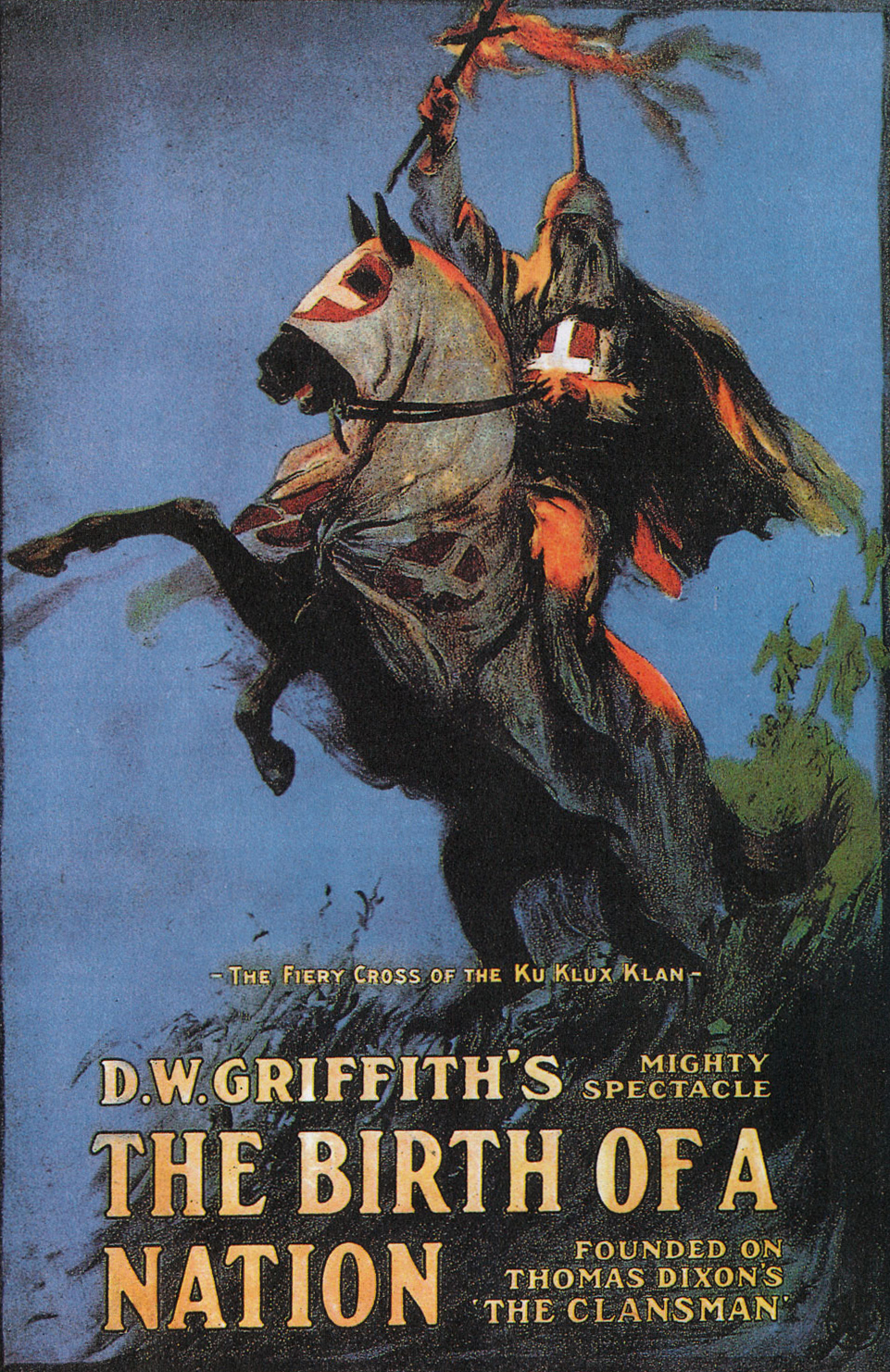
Naissance d'une nation, initiateur de nombreuses techniques cinématographiques encore utilisées, était le plus gros succès du box-office à sa sortie.

Onze films ont eu le titre de « plus gros succès du box-office » depuis que Naissance d'une nation l'a détenu en 1915. Naissance d'une nation a tenu son record pendant vingt-cinq ans et Autant en emporte le vent pendant vingt-quatre ans, les films réalisés par Steven Spielberg l'ont obtenu trois fois et ceux de James Cameron deux fois. Spielberg est devenu le premier réalisateur à battre son propre record avec Jurassic Park surpassant E.T., l'extra-terrestre, plus tard suivi par Cameron avec Avatar surpassant Titanic.
Il a fallu attendre 2019 pour qu'Avengers: Endgame devienne le plus gros succès du box-office, achevant une ère de trente-trois ans de dominance de Spielberg/Cameron. Mais grâce à sa ressortie en Chine, Avatar redevient le plus gros succès au box-office.
La couleur  indique les films en cours de diffusion dans les salles.
Année en italique : indique l'année durant laquelle un film qui est déjà le plus gros succès, enregistre ses recettes les plus élevées, notamment grâce aux ressorties.
| Année | Titre                                    | Recettes (USD)              |
| ----- | ---------------------------------------- | --------------------------- |
| 1915  | Naissance d'une nation                   | 5 200 000 $                 |
| 1940  | Naissance d'une nation                   | 15 000 000 $                |
| 1940  | Autant en emporte le vent                | 32 000 000 $                |
| 1963  | Autant en emporte le vent                | 67 000 000 $                |
| 1966  | La Mélodie du bonheur                    | 114 600 000 $               |
| 1971  | Autant en emporte le vent                | 116 000 000 $               |
| 1972  | Le Parrain                               | 127 600 000–142 000 000 $   |
| 1976  | Les Dents de la mer                      | 193 700 000 $               |
| 1978  | Star Wars, épisode IV : Un nouvel espoir | 410 000 000 $/268 500 000 $ |
| 1982  | Star Wars, épisode IV : Un nouvel espoir | 530 000 000 $               |
| 1983  | E.T., l'extra-terrestre                  | 619 000 000–664 000 000 $   |
| 1993  | E.T., l'extra-terrestre                  | 701 000 000 $               |
| 1993  | Jurassic Park                            | 914 691 118 $               |
| 1998  | Titanic                                  | 1 843 201 268 $             |
| 1998  | Titanic                                  | 2 187 463 944 $             |
| 2010  | Avatar                                   | 2 749 064 328 $             |
| 2010  | Avatar                                   | 2 789 679 794 $             |
| 2019  | Avengers: Endgame                        | 2 797 800 564 $             |
| 2021  | Avatar                                   | 2 847 246 203 $             |
| 2022  | Avatar                                   | 2 923 706 026 $             |

## Plus gros succès français au box-office mondial
| Rang | Titre                                  | Réalisateur                   | Année | Pays de production | Langue   | Recettes (USD) |
| ---- | -------------------------------------- | ----------------------------- | ----- | ------------------ | -------- | -------------- |
| 1    | Lucy                                   | Luc Besson                    | 2014  | France             | Anglais  | 469 058 574 $  |
| 2    | Intouchables                           | Olivier Nakache Éric Toledano | 2011  | France             | Français | 426 590 315 $  |
| 3    | Taken 2                                | Olivier Megaton               | 2012  | France             | Anglais  | 376 152 455 $  |
| 4    | Taken 3                                | Olivier Megaton               | 2015  | France             | Anglais  | 326 479 141 $  |
| 5    | Le Cinquième Élément                   | Luc Besson                    | 1997  | France             | Anglais  | 263 920 180 $  |
| 6    | Bienvenue chez les Ch'tis              | Dany Boon                     | 2008  | France             | Français | 245 144 417 $  |
| 7    | Taken                                  | Pierre Morel                  | 2008  | France             | Anglais  | 226 837 760 $  |
| 8    | Valérian et la Cité des mille planètes | Luc Besson                    | 2017  | France             | Anglais  | 225 973 340 $  |
| 9    | Qu'est-ce qu'on a fait au Bon Dieu ?   | Philippe de Chauveron         | 2014  | France             | Français | 176 404 493 $  |
| 10   | Le Fabuleux Destin d'Amélie Poulain    | Jean-Pierre Jeunet            | 2001  | France Allemagne   | Français | 175 037 303 $  |